# Peter Vandenbempt
Peter Vandenbempt (26 maart 1967) is een Belgische sportjournalist. Hij is actief bij Sporza Radio en Eleven Sports. 

## Biografie
Vandenbempt studeerde aan het Heilige-Drievuldigheidscollege in Leuven en werd later regent Engels-geschiedenis-godsdienst in 1989. Hij gaf godsdienst in het Sint Pieterscollege te Jette in 1993. Hij was eerst redacteur bij Sport/Voetbalmagazine en ging daarna aan de slag bij de voorloper van de VRT, de BRTN. Peter Vandenbempt geeft vooral commentaar bij de belangrijkste nationale en internationale voetbalwedstrijden.
In 2005 werd hij verkozen tot beste Sportradiostem in Vlaanderen door Radiovisie.eu.
In het voorjaar van 2009 verving Vandenbempt Frank Raes tijdelijk als presentator van Studio 1 op zondag. Hij is ook geregeld op maandag te gast bij Aster Nzeyimana en Filip Joos in de voetbaltalkshow Extra Time op televisiezender Canvas.
In 2012 ging Vandenbempt deeltijds (1/4 van de tijd) als verslaggever aan de slag bij Belgacom TV voor de drie daaropvolgende seizoenen van de Champions League. Hij blijft echter ook werken voor de VRT. Momenteel is Vandenbempt nog steeds werkzaam als commentator bij de Champions League voor Proximus Sports.
Op donderdag 26 juli 2012 werd Peter Vandenbempt twee uur lang geïnterviewd voor het Radio 1-programma Touché.
Op woensdag 26 oktober 2016 werd Peter Vandenbempt uitgeroepen tot de winnaar van de Grote Prijs Jan Wauters. Daarmee wordt een Nederlandstalige mediapersoonlijkheid bekroond ‘die excelleert in het gebruik van het Nederlands en van wie het taalgebruik getuigt van een uitstekende taalbeheersing en een grote creativiteit’. In haar oordeel benadrukte de jury ‘Het gemak, de aplomb en zwierigheid, kortom het taalplezier dat er bij Peter van afspat’. Vandenbempt kreeg bij deze gelegenheid ook de voor het eerst uitgereikte publieksprijs voor zijn taalvirtuositeit.

## Trivia
In 1999 was Vandenbempt te horen als commentator op het Playstationspel Ronaldo V-Football.